# Lake Norden
Lake Norden est une municipalité américaine située dans le comté de Hamlin, dans l'État du Dakota du Sud. Selon le recensement de 2010, elle compte 467 habitants. La municipalité s'étend sur 0,88 milles carrés (2,28 km2), dont 0,05 milles carrés (12,95 ha) d'étendues d'eau.
La ville est fondée en 1908 lors de la construction du South Dakota Central Railway (en). Elle doit son nom au lac Norden, ainsi nommé par des colons originaires de Scandinavie.

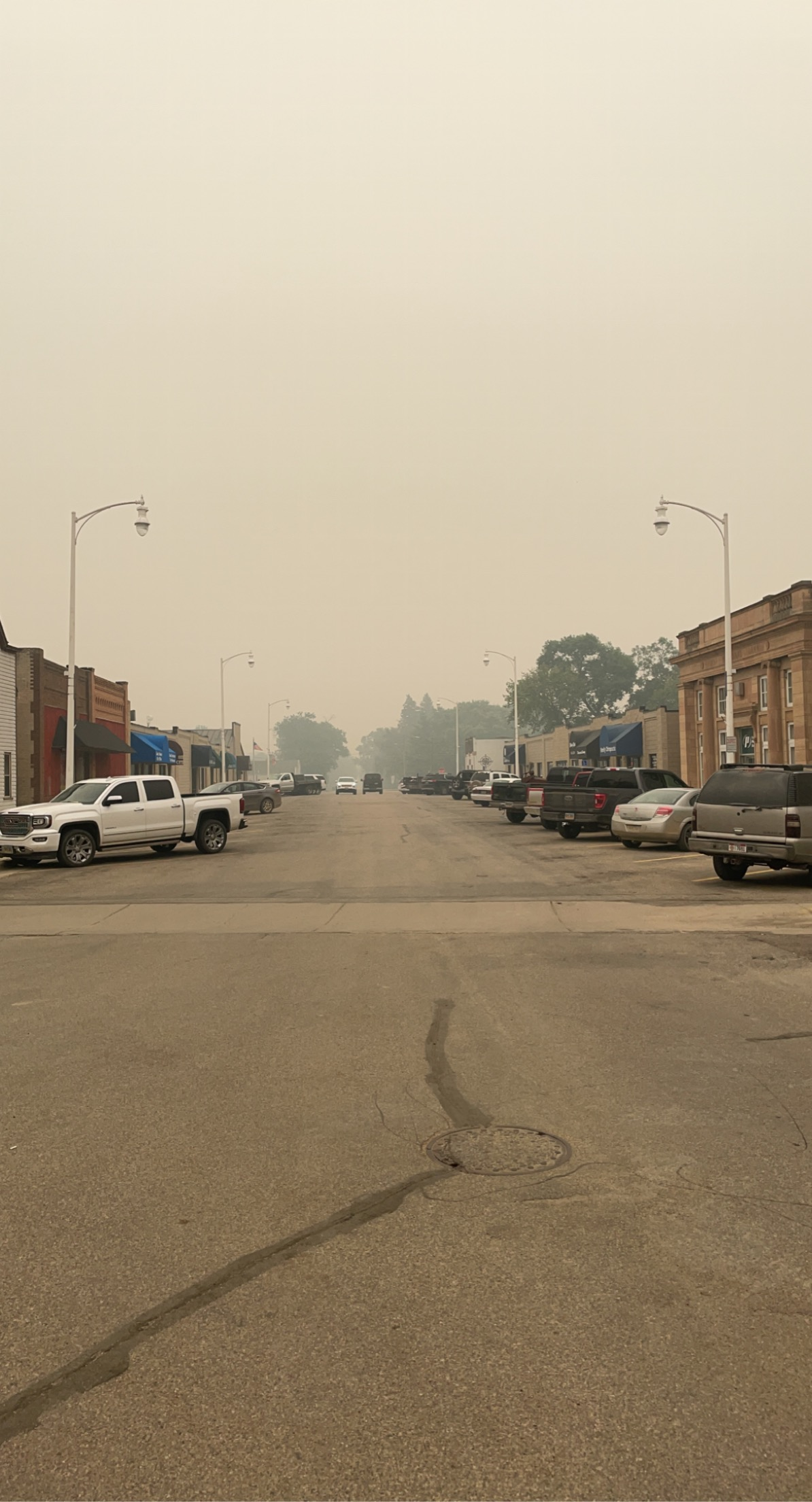
L'avenue Main du Lake Norden semble floue depuis les incendies de forêt du Lac Winnipeg de juillet 2021

## Démographie
| 1910 | 1920 | 1930 | 1940 | 1950 | 1960 |
| ---- | ---- | ---- | ---- | ---- | ---- |
| 202  | 408  | 459  | 463  | 373  | 390  |

| 1970 | 1980 | 1990 | 2000 | 2010 | - |
| ---- | ---- | ---- | ---- | ---- | - |
| 393  | 417  | 427  | 432  | 467  | - |